# ادوارد وی. رابرتسون
ادوارد وی. رابرتسون (به انگلیسی: Edward V. Robertson) سناتور سابق عضو حزب جمهوری‌خواه ایالات متحده آمریکا بود. وی در سال ۱۹۴۳ تا ۱۹۴۹ میلادی سناتور ایالت وایومینگ در سنای ایالات متحده آمریکا بود.